# Leeuwendalerswegbrug
De Leeuwendalerswegbrug (brug 123P) is een bouwkundig kunstwerk in Amsterdam-West. De brug is een stelsel van viaducten; Amsterdam duidt viaducten meestal als bruggen aan. De viaducten, geheel van beton, zijn gelegen in de Ringweg Amsterdam. Ze zijn vernoemd naar de ondergelegen Leeuwendalersweg.

## Geschiedenis en ligging
De geschiedenis van de Leeuwendalerswegbrug loopt gelijk met die van de Wiltzanghbrug (zie daar), die even noordelijker ligt; samen maken ze deel uit van de Coentunneltraverse in de ringweg Amsterdam. Verschil was dat men hier de ruimte had, zodat er wel ruimte was voor een talud waarin de landhoofden verwerkt konden worden. In het zuiden sluit de brug aan op de kruising van de ringweg met de Bos en Lommerweg op het Bos en Lommerplein.

## Naamgeving
De viaducten gingen vanaf 1966 naamloos door het leven met het nummer 123P, hetgeen verwijst naar een brug in Amsterdam in beheer bij het rijk of provincie, in dit geval het rijk. Amsterdam vernoemde op 8 december 2017 (bijna) alle viaducten in de ringweg, om een betere plaatsaanduiding te krijgen. Op die datum werd de nieuwe naam opgenomen in de Basisadministratie Adressen en Gebouwen (BAG). Het bouwwerk werd daarbij vernoemd naar de Leeuwendalersweg die op haar beurt is vernoemd naar het landspel Leeuwendalers van Joost van den Vondel.

## Kunst
In 2003 werd het kunstwerk De Dames en de Muze van Berkman en Janssens geplaatst. Het kunstenaarsduo bestond van 2000 -2010 uit Margot Berkman en Eline Janssens

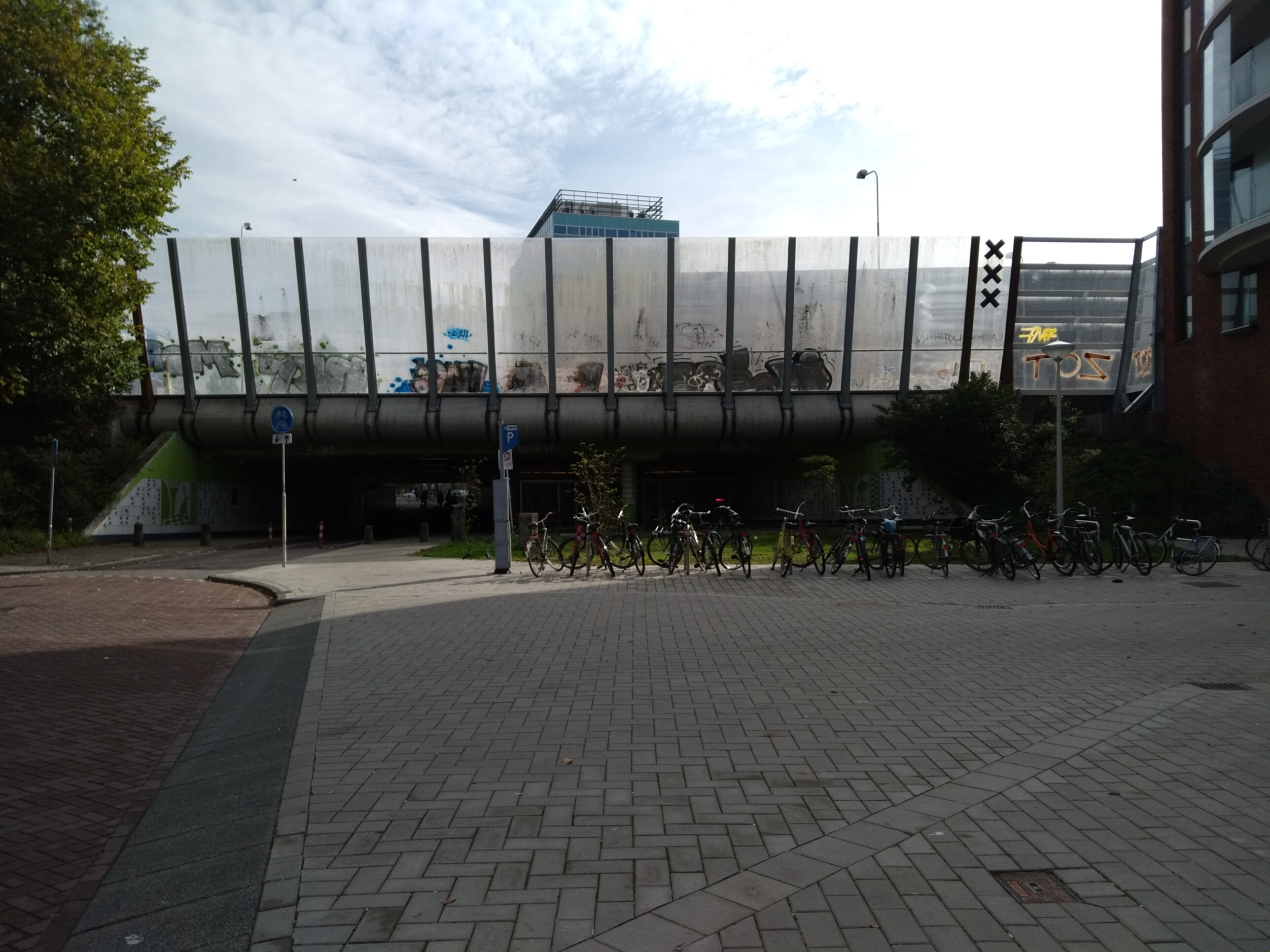
Leeuwendalerswegbrug naar de stad toe (oktober 2020)

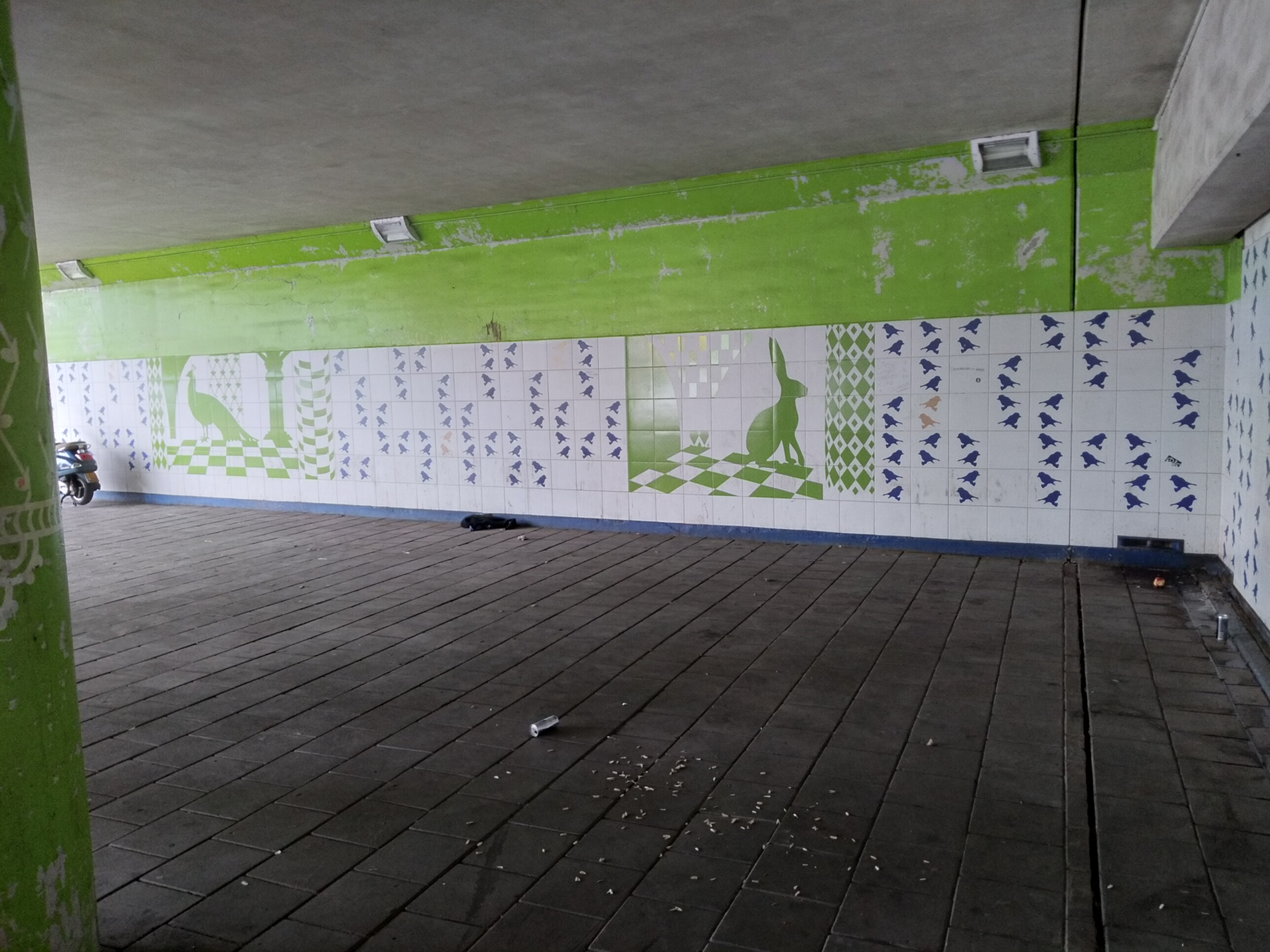
De dames en de muze (oktober 2020)